# Ritterella circularis
Ritterella circularis är en sjöpungsart som beskrevs av Monniot 1987. Ritterella circularis ingår i släktet Ritterella och familjen Ritterellidae. Inga underarter finns listade i Catalogue of Life.